# Polyscias
Genre
Classification APG II (2003)
Polyscias est un genre de plantes à fleurs de la famille des Araliaceae. Il regroupe environ 100 espèces de plantes herbacées et d'arbustes rencontrées sous les tropiques, dans les îles du Pacifique et en Australie, mais aussi répandu en Nouvelle-Guinée, Nouvelle-Calédonie et aux îles Mascareignes.
Polyscias est un genre à feuilles persistantes. Il se caractérise par des feuilles alternes, imparipennées, tripennées ou bipennées, avec un long pétiole. Les inflorescences sont disposées en panicules terminaux et forment des ombelles ou capitules composés de petites fleurs unisexuées ou bisexuées.

## Liste des espèces

### SelonITIS
- Polyscias cumingiana (K. Presl) Fernandez-Villar
- Polyscias flynnii (Lowry & K.R. Wood) Lowry & G.M. Plunkett
- Polyscias fruticosa (L.) H.A.T. Harms
- Polyscias guilfoylei (Bull ex Cogn. & E. March.) Bailey
- Polyscias gymnocarpa (Hillebr.) Lowry & G.M. Plunkett
- Polyscias hawaiensis (A. Gray) Lowry & G.M. Plunkett
- Polyscias kavaiensis (H. Mann) Lowry & G.M. Plunkett
- Polyscias lanutoensis (Hochr.) Lowry & G.M. Plunkett
- Polyscias macgillivrayi (Benth.) Harms
- Polyscias oahuensis (A. Gray) Lowry & G.M. Plunkett
- Polyscias racemosa (C.N. Forbes) Lowry & G.M. Plunkett
- Polyscias sandwicensis (A. Gray) Lowry & G.M. Plunkett
- Polyscias scutellaria (Burm. f.) Fosberg
- Polyscias subcapitata Kanehira
- Polyscias waialealae (Rock) Lowry & G.M. Plunkett
- Polyscias waimeae (Wawra) Lowry & G.M. Plunkett

### Espèces
| - Polyscias acuminata - Polyscias aemiliguineae - Polyscias aequatoguineensis - Polyscias albersiana - Polyscias amplifolia - Polyscias anacardium - Polyscias andraerum - Polyscias ariadnes - Polyscias aubrevillei - Polyscias australiana - P. australiana var. australiana - P. australiana var. disperma - Polyscias baehniana - Polyscias balansae - Polyscias balfouriana - Polyscias baretiana - Polyscias belensis - Polyscias bellendenkeriensis - Polyscias bernieri - Polyscias bipinnata - Polyscias boivinii - Polyscias borbonica - Polyscias borneensis - Polyscias bracteata - Polyscias carolorum - Polyscias chapelieri - Polyscias cissiflora - Polyscias cissodendron - Polyscias confertifolia - P. confertifolia var. angusta - P. confertifolia var. confertifolia - Polyscias coriacea - Polyscias corticata - Polyscias crenata - Polyscias culminicola - Polyscias cumingiana - Polyscias cussonioides - Polyscias dichrostachya - Polyscias dioica - Polyscias elegans - Polyscias farinosa - Polyscias felicis - Polyscias filicifolia - Polyscias floccosa - Polyscias florosa - Polyscias fraxinifolia - Polyscias fruticosa - Polyscias fulva - Polyscias gracilis - Polyscias grandifolia - Polyscias gruschvitzkii - Polyscias guilfoylei - Polyscias heineana - Polyscias jacobsii - Polyscias javanica - Polyscias joskei - Polyscias kikuyuensis - Polyscias kivuensis - Polyscias lancifolia - Polyscias lantzii | - Polyscias lecardii - Polyscias ledermannii - Polyscias letestui - Polyscias macdowallii - Polyscias macgillivrayi - Polyscias madagascariensis - Polyscias maralia - Polyscias mauritiana - Polyscias mayottensis - Polyscias mollis - Polyscias multibracteata - Polyscias multijuga - Polyscias muraltana - Polyscias murrayi - Polyscias myrsine - Polyscias neraudiana - Polyscias nodosa - Polyscias nossibiensis - Polyscias obtusifolia - Polyscias ornifolia - Polyscias palmervandenbroekii - Polyscias pancheri - Polyscias paniculata - Polyscias pentamera - Polyscias philipsonii - Polyscias pinnata - Polyscias purpurea - Polyscias quintasii - Polyscias rainaliorum - Polyscias reineckei - Polyscias repanda - Polyscias richardsiae - Polyscias rivalsii - Polyscias roemeriana - Polyscias royenii - Polyscias sambucifolia - Polyscias samoensis - Polyscias schmidii - Polyscias schultzei - Polyscias scopoliae - Polyscias scutellaria - Polyscias sessiliflora - Polyscias sleumeri - Polyscias sorongensis - Polyscias stuhlmannii - Polyscias subcapitata - Polyscias subincisa - Polyscias tafondroensis - Polyscias tahitensis - Polyscias tennantii - Polyscias terminalia - Polyscias tripinnata - Polyscias verticillata - Polyscias vogelkopensis - Polyscias weinmanniae - Polyscias willmottii - Polyscias zanthoxyloides - P. zanthoxyloides var. simplex - P. zanthoxyloides var. zanthoxyloides - Polyscias zippeliana |

## Synonymes
- Bonnierella R.Vig.
- Botryopanax Miq.
- Eupteron Miq.
- Gelibia Hutch.
- Grotefendia Seem.
- Irvingia F.Muell.
- Kissodendron Seem.
- Maralia Thouars
- Nothopanax Miq.
- Oligoscias Seem.
- Palmervandenbrockia Gibbs
- Sciadopanax Seem.
- Tieghemopanax R.Vig.
- Montagueia Baker f. (1921).
- Shirleyopanax Domin (1928), pro syn[2].